# Jacques Baal
Pour les articles homonymes, voir Baal (homonymie).
Jacques Baal, né le 21 juillet 1967, est un parachutiste français.
Il est désormais entraineur national des équipes de France civile en voltige et précision d'atterrissage.
Il a débuté la pratique de son sport en 1983, à 16 ans.

## Palmarès
28 sélections en équipes de France civiles (9 en militaire).
Seniors:
- Champion du monde de voltige individuelle en 1996 (Bekercaba);
- Champion du monde de combiné par équipes en 1990 (Bled), 1998 (Vrsar), et 2000 (Ise-Toba);
- Champion du monde de précision aérienne par équipes en 1990 (Bled);
- Coupe d'Europe de précision aérienne individuelle en 2004;
- Coupe d'Europe de précision aérienne par équipes en 2003;
- 2e des jeux mondiaux de voltige individuelle en 2001 (Armilla);
- 2e des jeux mondiaux de combiné par équipes en 2001 (Armilla);
- 3e des championnats du monde du combiné par équipes en 2003 (Tallard);
- 3e des championnats du monde de voltige individuelle en 2000 (Toba);
- 3e des championnats du monde de précision aérienne par équipes en 1998 (Vrsar);
- Champion de France de voltige individuelle en 1986, 2000, 2001, et 2006;
- Champion de France de combiné individuel en 1986, 2000 (avec Philippe Valois), et 2001 (avec Franck Bernachot);
- Champion de France de précision aérienne par équipes en 1989, 1999, et 2001.

Juniors:
- Champion du monde de combiné individuel en 1990 (Bled);
- Vice-champion du monde de voltige individuelle en 2002 (Lucenec);
- 3e des championnats du monde de précision aérienne individuelle en 1990 (Bled).

## Décoration
- Médaille de l'Aéronautique (2004)[1]

## Récompenses
- Prix Emmanuel Rodocanachi de l'Académie des sports en 1990, avec l'équipe de France (Précision d’atterrissage).